# Nowa Zelandia na Zimowych Igrzyskach Olimpijskich 1972
Nowa Zelandia na Zimowych Igrzyskach Olimpijskich 1972 – dwuosobowa kadra sportowców reprezentujących Nową Zelandię na igrzyskach w 1972 roku w Sapporo.
Reprezentacja składała się wyłącznie z 2 mężczyzn, którzy wystąpili w jednej z ośmiu rozegranych dyscyplin. Wszyscy zawodnicy wystartowali w zawodach narciarstwa alpejskiego. Chorążym reprezentacji był Alan Ward.
Nowozelandzki Komitet Olimpijski, powstały w 1911 roku i uznany przez MKOl w roku 1919[6], po raz pierwszy wysłał zawodników na zimowe igrzyska w 1952 roku, a następnie w roku 1960. Brak reprezentacji w latach 1956 i 1964 spowodowany był niskim w ocenie selekcjonerów kadry poziomem zawodników[3]. Igrzyska w Grenoble były zatem czwartym startem Nowozelandczyków – w poprzednich trzech występach reprezentanci tego kraju nie zdobyli żadnego medalu[2].

## Wyniki

### Narciarstwo alpejskie
| Wydarzenie    | Zawodnik        | Zjazd 1. | Msc. 1. | Zjazd 2. | Msc. 2. | Zjazd 3. | Msc. 3. | Suma    | Miejsce |
| ------------- | --------------- | -------- | ------- | -------- | ------- | -------- | ------- | ------- | ------- |
| Zjazd         | Ross Ewington   | 2:04,75  | —       | —        | —       | —        | —       | —       | 49.     |
| Zjazd         | Chris Womersley | 2:02,24  | —       | —        | —       | —        | —       | —       | 41.     |
| Slalom gigant | Ross Ewington   | DSQ      | DSQ     | —        | —       | —        | —       | —       | DSQ     |
| Slalom gigant | Chris Womersley | 1:41,65  | 37.     | 1:48,78  | 35      | —        | —       | 3:30,43 | 35.     |
| Slalom        | Ross Ewington   | 1:54,16  | 5.      | DNF      | DNF     | —        | —       | —       | DNF     |
| Slalom        | Chris Womersley | 1:48,49  | 4.      | nieznany | 35.     | DNF      | DNF     | —       | DNF     |